# Sporting da Praia
El Sporting Clube da Praia (originalmente: Sporting Klubi di Praia), más conocido como Sporting da Praia, es un equipo de fútbol Caboverdiano qué participa en el Campeonato caboverdiano de fútbol y en el campeonato regional de Santiago Sur. Se encuentra en la capital, Praia, en la isla de Santiago. Posee 12 campeonatos nacionales 2 títulos antes de la independencia del país y 10 después de la misma. La última temporada que consiguió el título de campeón nacional fue en la temporada 2017. El primer título lo ganó en el verano de 1961, antes de la independencia.

## Historia

### Años 2000
Durante la primera década del siglo XXI ha sido la mejor para este club ya que en este periodo ha conseguido cinco de sus nueve títulos que tiene es sus vitrinas.

### Años 2010
A nivel nacional en esta década solo ha conseguido un título, a pesar de que lleva sin sufrir una derrota desde la temporada 2011, en este periodo de tiempo ha jugado tres finales solo ganando una de ellas. Sin embargo a nivel regional es el claro dominador al haber ganado cinco de los ocho campeonatos disputados.

## Estadio

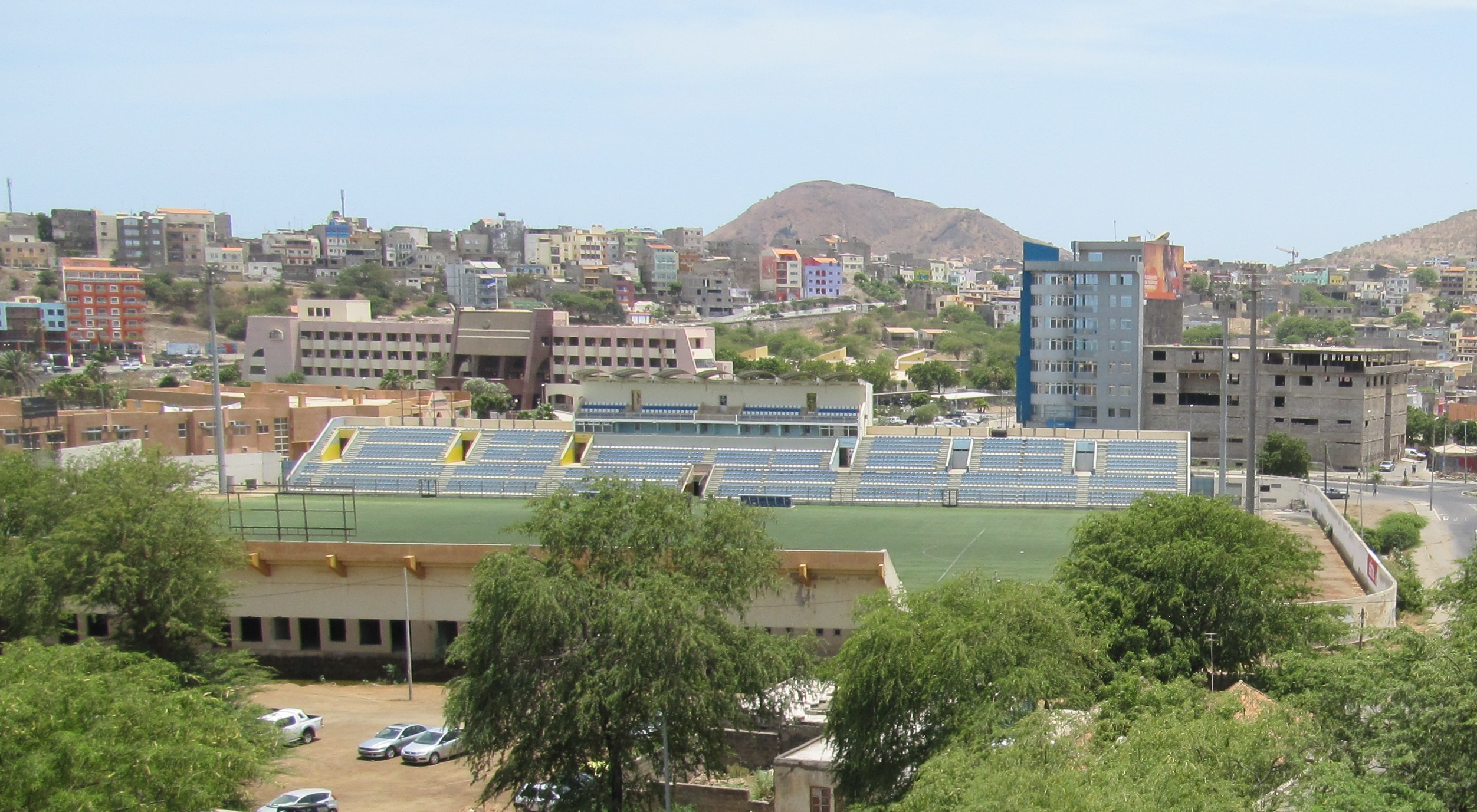
Estadio de Várzea.

El Sporting Clube de Praia juega en el estadio de Várzea, el cual comparte con el resto de equipos de la ciudad, ya que en él se juegan todos los partidos del campeonato regional de Santiago Sur. Tiene una capacidad para 8 000 espectadores.
Los entrenamientos son realizados en el estadio de Várzea.

## Palmarés
- Campeonato caboverdiano de fútbol: 13
  - Antes de la independencia (3): 1961, 1969 y 1974
  - Después de la independencia (10): 1985, 1991, 1997, 2002, 2006, 2007, 2008, 2009, 2012 y 2017
- Campeonato regional de Santiago Sur: 9

2002, 2005, 2006, 2008, 2010, 2012, 2013, 2014 y 2017
- Campeonato regional de Santiago: 9 listado[cita requerida]

1961, 1969, 1974, 1985, 1988, 1991, 1997, 1998, 2002
- Supercopa de Praia: 2

2013, 2017
- Copa de Praia: 2

2014, 2017
- Torneo de Apertura: 3

2001, 2003, 2005

## Historial en torneos de la CAF
| Temporada | Torneo                            | Ronda            | Club              | Ida | Vuelta | Global |  |
| --------- | --------------------------------- | ---------------- | ----------------- | --- | ------ | ------ |  |
| 1992      | Copa Africana de Clubes Campeones | Ronda Preliminar | ASC Port Autonome | 0–0 | 0–0    | 0–0    |  |
| 1992      | Copa Africana de Clubes Campeones | Primera ronda    | Club Africain     | 0–0 | 1–3    | 1–3    |  |
| 2000      | Liga de Campeones de la CAF       | Ronda preliminar | AS Tempête Mocaf  | 2–3 | 0–1    | 2–4    |  |
| 2001      | Recopa Africana                   | Ronda preliminar | Gazelle FC        | 2–5 | n/d    | 2–5    |  |
| 2007      | Liga de Campeones de la CAF       | Ronda preliminar | Fello Star        | 0–1 | 0–3    | 0–4    |  |
| 2008      | Liga de Campeones de la CAF       | Ronda Preliminar | FAR Rabat         | 0–3 | 3–0    | 3–3    |  |
| 2008      | Liga de Campeones de la CAF       | Primera ronda    | Inter Luanda      | 2–1 | 0–1    | 2–2    |  |
| 2009      | Liga de Campeones de la CAF       | Ronda Preliminar | FAR Rabat         | 1–6 | 1–0    | 2–6    |  |

## Jugadores y cuerpo técnico

### Jugadores internacionales
| - Caló - Eduardo Vargas Fernandes - Ronny Souto - Dário Furtado | - Fock - Loloti - Babanco - Joao Baptista Robalo | - Stopíra - Aires Alex Marques - Platini | - Tom Tavares - Tchesco - Rodi Duarte |

## Otras secciones y filiales
El club dispone de un equipo femenino que se creó en el año 2015, y los equipos filiales sub-15 que es entrenado por Dário Furtado, sub-13 que lo entrena Helton Delgado y sub-11 lo entrena António Carvalho.